# Џемaл Ћесовић
Џемал Џемо Ћесовић (Сарајево, 5. фебруар 1924 — Сарајево, 22. јануар 1969) је био југословенски и босанскохерцеговачки сценограф.

## Сценографија
| Год.    | Назив                  | Улога                   |
| ------- | ---------------------- | ----------------------- |
| 1950-те |                        |                         |
| 1951.   | Мајор Баук             | арт дизајнер            |
| 1951.   | На граници             | сценограф               |
| 1954.   | Стојан Мутикаша (филм) | асистент сценографа     |
| 1956.   | Под сумњом             | арт дизајнер            |
| 1957.   | Туђа земља             | арт дизајнер            |
| 1958.   | Црни бисери            | сет декоратер           |
| 1959.   | Пет минута раја        | асистент арт дизајнер   |
| 1959.   | Врата остају отворена  | арт дизајнер            |
| 1960-те |                        |                         |
| 1961.   | Велика турнеја         | арт дизајнер            |
| 1961.   | Последња порука        | сценограф               |
| 1961.   | Велика турнеја         | сценограф               |
| 1962.   | Крст Ракоч             | сценограф и костимограф |
| 1962.   | Мачак под шљемом       | сценограф               |
| 1963.   | Радопоље               | арт дизајнер            |
| 1964.   | Народни посланик       | сценограф               |
| 1965.   | Убица на одсуству      | сценограф               |
| 1966.   | Сретни умиру двапут    | арт дизајнер            |
| 1966.   | Коњух планином         | сценограф               |
| 1967.   | Плаво око, зло око     | арт дизајнер            |
| 1967.   | Мали војници           | сценограф               |
| 1967.   | Диверзанти             | сценограф               |
| 1968.   | Опатица и комесар      | сценограф               |